# 2017年12月逝世人物列表
2017年逝世人物列表：1月 - 2月 - 3月 - 4月 - 5月 - 6月 - 7月 - 8月 - 9月 - 10月 - 11月 - 12月
2017年12月逝世人物列表，是用於匯總2017年12月期間逝世人物的列表。

## 依日期排序

### 31日
- 傅志堅，59歲，馬來西亞資深演員。死於鼻咽癌。[1]
- 彭永成，47歲，臺灣漫畫家，代表作為《泰山爸爸》、《呆頭成的生活週記》。[2]
- 江素华，41岁，复旦大学党委研究生工作部副部长、材料科学系教授。[3]
- 理查德·考辛斯（英語：Richard Cousins），58歲，英國企業家，金巴斯集團（Compass Group plc）執行長。[4]
- 莫里斯·佩雷斯（英語：Maurice Peress），87歲，美國指揮和音樂教育家。[5]
- 菲利普·朗多（英语：Philippe Rondot），81歲，法國將軍和間諜（國土情報監測部門）。[6]
- 德里克·杜迪利（Derek Dudley），47歲，前英格蘭足球運動員，任職門將。曾效力阿士東維拉及西布朗。死於肝病。[7]

### 30日
- 約翰·福克納（英语：John Faulkner (footballer)），69歲，英國足球員（卢顿、列斯聯）。[8]
- 克萊蒙伯爵弗朗索瓦（法語：François d'Orléans），56歲，法國貴族，稱法国王太子。[9]
- 哈立德·沙米姆·韋恩，64歲，巴基斯坦軍官，前參謀長聯席會議主席，死於交通意外。[10]
- 吳戈卿，62歲，台灣資深媒體人，曾任職中視總經理、三立電視執行副總、TVBS新聞總監，華視節目製作人。死於心肌梗塞。[11][12][13]
- 豐田達郎（日语：豊田達郎），88歲，日本企業家，曾任豐田汽車社長，死於肺炎。[14]

### 29日
- 卡門·佛朗哥-波羅（英语：Carmen Franco, 1st Duchess of Franco），91歲，西班牙貴族、弗朗西斯科·佛朗哥獨生女，死於癌症。[15]
- 何塞·洛澤羅（英语：José Louzeiro），85歲，巴西小說家和編劇。[16]
- 张林岚，93岁，中国新闻工作者，新民晚报原副总编辑、高级记者。[17]

### 28日
- 魯本斯·奧古斯托·德索薩·埃斯皮諾拉（英语：Rubens Augusto de Souza Espínola），89歲，巴西羅馬天主教主教，前天主教巴拉那瓦伊教区主教。[18]
- 蘇·葛拉芙頓（英語：Sue Grafton），77歲，美國女性偵探小說家。死於癌症。[19]
- 羅絲·瑪麗（英语：Rose Marie），94歲，美國女演員。[20]
- 羅尼特·馬塔隆（英语：Ronit Matalon），58歲，以色列小說家和社會活動家，死於癌症。[21]
- 真屋順子（日語：真屋 順子），75歲，本名「高津詔子」（高津 詔子），日本女演員。[22]
- 张鹏野，51岁，中国艺术家，中国美术家协会会员。[23]

### 27日
- 本·巴雷斯（英語：Ben Barres），63歲，美國神經生物學家，死於胰腺癌。[24]
- 洛薩·施馬（英语：Lothar Schämer），77歲，德國足球員（法兰克福）。[25]
- 田炳耕（Ping-King Tien），98歲，中華民國中央研究院第17屆（工程科學組）院士。[26]

### 26日
- 田聪明，74岁，中华全国新闻工作者协会第七届、八届理事会主席，新华通讯社原社长、党组书记。[27][28]
- 沙農·阿末，84歲，馬來西亞作家。[29]
- 史蒂夫·派珀（英语：Steve Piper），64歲，英國足球員（布莱顿、朴茨茅斯）。[30]
- 商传，72歲，中國明朝歷史學家。[31]
- 刘智民，90岁，中国人民解放军中将，原广州军区后勤部政委。[32]

### 25日
- 拉里·利伯托（英语：Larry Libertore），78歲，美國美式足球運動員（佛羅里達鱷魚足球（英语：Florida Gators football））及政治人物，前佛罗里达州众议院議員。[33]
- 弗拉基米爾·沙因斯基（英语：Vladimir Shainsky），92歲，俄羅斯作曲家（《大耳查布（英语：Cheburashka (film)）》、《最好的，勇敢的獵鷹（英语：Finest, the brave Falcon）》）。[34]
- 前田宏（日語：前田 宏），91歲，日本司法人員，前法務省事務次官和東京高等檢察廳檢察長，曾調查著名的里庫路特事件。[35]

### 24日
- 薄井宪二（日语：薄井憲二），93岁，日本芭蕾舞者，编舞，前日本芭蕾协会会长，病逝。[36]
- 唐·霍根·查爾斯（英语：Don Hogan Charles），79歲，美國攝影師。[37]
- 安德里·薩莉莎尼亞克（英语：Andrey Zaliznyak），82歲，俄羅斯語言學家。[38]
- 海瑟·孟席斯-尤立奇（英语：Heather Menzies-Urich），68歲，加拿大女演員，曾在1965年電影《真善美》（The Sound of Music）飾演二女兒。[39]

### 23日
- 莫里斯·海斯（英语：Maurice Hayes），90歲，愛爾蘭政治人物，前愛爾蘭參議院議員。[40]
- 赫克托·莫雷拉·維加（英语：Héctor Morera Vega），91歲，哥斯達黎加羅馬天主教主教，前天主教蒂拉蘭-利韋里亞教區主教。[41]
- 葉室麟（日语：葉室麟），66岁，日本作家，病逝。[42]

### 22日
- 王攀元，106歲或108歲，中華民國畫家，病逝。[43]
- 西里爾·比文（英语：Cyril Beavon），80歲，英國足球運動員（牛津联）。[44]
- 約瑟·F·提米提（英语：Joseph F. Timilty (state senator)），79歲，美國政治人物，前马萨诸塞州参议院議員，死於癌症。[45]
- 殷張蘭熙，97歲，台灣文學家，大陸工程董事長殷琪的母親。[46]

### 21日
- 釋一誠，90歲，第十届、十一届全国政协常委，江西省政协原副主席，中国佛教协会名誉会长，北京法源寺、江西靖安宝峰寺住持。[47]
- 寇志新，89岁，中国民法学家，西北政法大学教授。[48]
- 布鲁斯·麦克坎德雷斯二世（英語：Bruce McCandless II），80岁，美國宇航员，首个无系绳太空行走的宇航员。[49]
- 江月桂（英語：March Fong Eu），95歲，美國政治人物，前加利福尼亞州州務卿、加利福尼亚州众议院議員及美國駐密克羅尼西亞聯邦大使（英语：United States Ambassador to the Federated States of Micronesia），死於手術併發症。[50]
- 黑爾瓦德·卡斯蘭（英语：Halvard Kausland），72歲，挪威爵士吉他手。[51]
- 傑里·耶林（英語：Jerry Yellin），93歲，二戰時期美國陸軍航空軍飛行員，曾於昭和天皇發表終戰詔書當天轟炸東京。[52]

### 20日
- 山本健一（日語：山本 健一），95歲，日本企業家，馬自達汽車第六任社長。[53]
- 伯納德·弗朗西斯·勞（英语：Bernard Francis Law），86歲，出生於墨西哥的美國天主教樞機主教，曾任波士頓總主教。[54]
- 弗洛倫斯·布傑爾克-彼得森（英语：Florence Bjelke-Petersen），97歲，澳洲政治人物，前澳大利亚参议院議員。[55]
- 安妮·格辛格（英语：Annie Goetzinger），66歲，法國漫畫家。[56]
- 黃勝庸，112歲，廣東籍十九路軍老兵，河源和平縣人氏，病逝。[57]
- 罗建文，74歲，中国围棋名宿，职业七段。曾任中国围棋协会原副主席等。1961年中国国家围棋集训队成立时的第一批国手。[58]
- 羅愛心（朝鲜语：나애심），87歲，韓國女歌手。[59]
- 住田正二（日語：住田 正二），95歲，日本企業家，東日本旅客鐵道（JR東日本）第一任總經理（社長）。[60]
- 陆其明，87岁，中国作家，中国作家协会会员，新华社军分社海军支社原副社长。[61]

### 19日
- 日本死刑犯絞刑處決[62]：

- 關光彥（日語：関 光彦），44歲，1992年在千葉縣犯下搶劫殺人罪。
- 松井喜代司（日語：松井 喜代司），69歲，1994年在群馬縣犯下故意殺人和殺人未遂等罪。

- 雅內·本肖夫（英語：Janet Benshoof），70歲，美國人權活動家。[63]
- 魯思·麥克倫登（英语：Ruth McClendon），74歲，美國政治人物，前德克薩斯州眾議院（英语：Texas House of Representatives）議員，死於癌症。[64]
- 小傑里·A·摩爾（英语：Jerry A. Moore Jr.），99歲，美國政治人物，前哥伦比亚特区议会議員。[65]
- 姚志丽，46岁，越南裔美国演员。[66]
- 童志鹏，93岁，中国电子信息工程专家，中国工程院资深院士。[67]

### 18日
- 崔瑞仁（朝鲜语：최서인），34歲，韓國喜劇演員，死於卵巢癌。[68]
- 鐘鉉，本名金鐘鉉，27歲，韓國歌唱團體SHINee主唱，燒炭自殺身亡。[69]
- 約翰·C·洛肯（英语：Johan C. Løken），73歲，挪威政治人物，前挪威議會議員及農業部部長（英语：Minister of Agriculture and Food (Norway)）。[70]
- 阿爾特羅·馬利（英语：Altero Matteoli），77歲，意大利政治人物，前基礎設施和運輸部部長（英语：Ministry of Infrastructure and Transport (Italy)），死於交通意外。[71]

### 17日
- 范園焱，82歲，原中國人民解放軍空軍飛行員，台灣海峽兩岸對峙時期反共義士之一。[72]
- 刘玉堂，106岁，河南省高级人民法院原副院长。[73]
- 穆罕默德·埃施塔維（英语：Mohamed Eshtewi），年齡不詳，利比亞米蘇拉塔市市長，被槍殺。[74]
- 道格·加拉格爾（英语：Doug Gallagher），77歲，美國棒球運動員（底特律老虎）。[75]
- 愛德華·羅尼（英语：Edward Rowny），100歲，美國陸軍中將和總統軍事顧問。[76]

### 16日
- 游秀慧，56歲，香港新生精神康復會行政總裁，在日本名古屋遇上交通意外離世。[77]
- 屠岸（本名蒋壁厚），94歲，中国当代诗人、翻译家，人民文学出版社原总编辑。[78]
- 早坂曉（日语：早坂暁），88歲，日本劇作家，代表作《天下御免》、《夢千代日記》。[79]
- E·亨特·哈里森（英语：E. Hunter Harrison），73歲，美國運輸行政人員，CSX公司行政總裁。[80]
- 希達·耶南德茲（西班牙语：Hilda Hernández），51歲，宏都拉斯總統府顧問。宏都拉斯總統胡安·奥兰多·埃尔南德斯（Juan Orlando Hernández Alvarado）胞姊。乘坐軍方直昇機時墜機意外身亡。[81]
- 莎倫·勞斯（英语：Sharon Laws），43歲，英國單車手，死於子宮頸癌。[82]
- 宋神道（韓語：송신도），95歲，在日韓國人女性，二戰時慰安婦。[83]

### 15日
- 達蓮·佛魯格（英语：Darlanne Fluegel），64歲，美國女演員。[84]
- 安娜·瑪麗亞·貝拉·魯比歐（西班牙語：Ana María Vela Rubio），116歲，西班牙超級人瑞，為該國史上最長壽者。[85]
- 費利佩·梅索內斯（英语：Felipe Mesones），81歲，阿根廷足球運動員（皇家穆爾西亞、賀斯比圖勒）及教練。[86]
- 伯納德·謝爾曼（英语：Bernard Sherman），75歲，加拿大商人和億萬富翁，奧貝泰克創辦人及行政總裁。[87]
- 島田滿（日語：島田 満），58歲，日本女性動畫劇作家，知名作品《羅密歐的藍天》、《IQ博士》等。[88]

### 14日
- 余光中，89岁，台湾文学家。[89]
- 李蘇濱，62岁，中國維權律師。[90]
- 叶正大，90岁，中国人民解放军中将，叶挺将军之子，曾任国防科工委科技委副主任。[91]
- 王先进，87岁，中国政治人物，原国家土地管理局党组书记、局长。[92]
- 休伯特·達米施（英语：Hubert Damisch），89歲，法國哲學家。[93]
- 馬克·范·艾亨（英语：Marc Van Eeghem），57歲，比利時演員。[94]
- 大木民夫（日語：大木 民夫），本名大木多美男，日本声优[95]。
- 鮑伯·吉文斯（英语：Bob Givens），99歲，美國動畫師，曾參與賓尼兔（Bugs Bunny）的角色設計。[96]

### 13日
- 沃雷爾·達內（英语：Warrel Dane），56歲，美國搖滾歌手（避難所（英语：Sanctuary (band)）、一去不返（英语：Nevermore）），死於心臟病發。[97]
- 勞倫斯·德·格朗霍姆（英语：Laurence de Grandhomme），61歲，津巴布韋板球運動員。[98]
- 丹·约翰逊（英语：Dan Johnson (Kentucky politician)），57岁，美国政治人物，前肯塔基州众议院议员。自杀。[99]
- 李布德，98岁，中国人民解放军开国少将。[100]
- 袁运甫，84岁，中国画家。[101]
- 吳庚，77歲，台灣法律學者，前司法院大法官，著有《行政法之理論與實用》一書。[102]
- 中島平太郎（日語：中島 平太郎），96歲，日本數位音響發明者。曾任索尼公司常務、日本音響協會會長，有「CD之父」之稱。死於心臟病。[103]
- 李涛，42岁，中国数据挖掘领域专家，南京邮电大学计算机学院、软件学院院长，教授。[104]
- 高深，82岁，中国作家，中国作家协会会员、名誉委员，辽宁省锦州市政协原副主席。[105]

### 12日
- 李孟賢（英語：Edwin M. Lee），65歲，美國华裔政治人物，三藩市市長（英语：Mayor of San Francisco）（2011－2017），死於心臟病發。[106]
- 阿哈龍·耶胡達·萊布·施泰因曼（英语：Aharon Yehuda Leib Shteinman），104歲，以色列哈雷迪猶太教拉比。[107]
- 性空长老，97岁，中国僧人，寒山寺法主和尚。[108]

### 11日
- 查爾斯·羅伯特·詹金斯（英語：Charles Robert Jenkins），77歲，美國陸軍退役軍人，冷戰時叛逃至北韓，被北韓綁架者曾我瞳的丈夫。[109]
- 薇拉·卡茨（英语：Vera Katz），84歲，美國政治人物，前俄勒冈州众议院議員及議長（英语：List of speakers of the Oregon House of Representatives）與俄勒岡州波特蘭市長（英语：List of mayors of Portland, Oregon），死於白血病。[110]
- 約翰·P·亞茨（英语：John P. Yates），96歲，美國政治人物，前佐治亚州众议院議員。[111]
- 皇甫河旺，74岁，香港学者，珠海学院新闻及传播学系第六任系主任、教授。[112]

### 10日
- 黄帅，56岁，中国文化大革命期间“黄帅事件”主角，曾担任北京工业大学出版社编辑，死於癌症[113]。
- 西蒙·布克（英语：Simeon Booker），99歲，美國記者（《华盛顿邮报》、《Jet（英语：Jet (magazine)）》、《艾班妮（英语：Ebony (magazine)）》），死於肺炎併發症。[114]
- 安東尼奧·里博爾迪（英语：Antonio Riboldi），94歲，意大利羅馬天主教主教，前天主教阿切拉教區主教。[115]
- 范伯群，86岁，中国现代文学研究专家，苏州大学文学院教授。[116]

### 9日
- 井莉，72歲，香港邵氏資深女演員。[117]
- 郑国雄，82歲，中共廣東省委前常委、組織部部長、中央人民政府駐香港特別行政區聯絡辦公室前副主任。[118]
- 谭崇台，97岁，中国经济学家和教育家，中国发展经济学的奠基人之一，武汉大学人文社会科学资深教授。[119]
- 张秦初，72岁，中国法医学家，西安交通大学法医学院教授。[120]
- 蘭多·菲奧里尼（英语：Lando Fiorini），79歲，意大利演員和歌手。[121]
- 利恩吉納斯·塞佩蒂斯（英语：Lionginas Šepetys），90歲，立陶宛政治人物，前立陶宛蘇維埃社會主義共和國最高蘇維埃（英语：Supreme Soviet of the Lithuanian SSR）主席，《立陶宛復國法案》聯署人。[122]
- 吳致成（朝鲜语：오치성），91歲，韓國軍人和政治人物，前韩国国会抱川郡（朝鲜语：포천시의 국회의원）、加平郡（朝鲜语：가평군의 국회의원）、漣川郡（朝鲜语：연천군의 국회의원）及楊平郡議員（朝鲜语：양평군의 국회의원）。[123]
- 列昂尼德·布罗涅沃伊（俄語：Леонид Броневой），88岁，俄罗斯戏剧和电影演员。[124]

### 8日
- 西田厚聰（日语：西田厚聰），73歲，日本企業家，曾任東芝的總經理、董事長。[125]
- 王範地，84歲，琵琶演奏家，曾任中國音樂學院教授。「天安門母親運動」發起人之一張先玲的丈夫。[126]
- 弗拉基米爾·柯貝特（英语：Vladimir Curbet），87歲，摩爾多瓦編舞家，苏联人民艺术家。[127]
- 弗萊里達·魯思·皮內達-羅梅羅（英语：Flerida Ruth Pineda-Romero），88歲，菲律賓法官，前菲律賓最高法院大法官（英语：Associate Justice of the Supreme Court of the Philippines）。[128]

### 7日
- 江漢，78歲，香港資深演員，死於管脈炎。[129]
- 羅德尼·哈里斯（英语：Rodney Harris），85歲，英國遺傳學家。[130]
- 亞歷山德魯·莫薩努（英语：Alexandru Moșanu），85歲，摩爾多瓦政治人物，前摩爾多瓦議會議長（英语：President of the Moldovan Parliament），死於癌症。[131]

### 6日
- 高伯龙，89岁，中國激光陀螺专家，中国工程院院士，国防科技大学教授。[132]
- 盧西納·安德里斯亞克（英语：Lucyna Andrysiak），62歲，波蘭政治人物。[133]
- 查爾斯·J·塞拉（英语：Charles J. Cella），81歲，美國房地產管理人和賽車場營運商（奧克勞恩賽車與賭博（英语：Oaklawn Racing & Gaming）），死於柏金遜症。[134]
- 強尼·哈立戴（法語：Johnny Hallyday），74歲，法國搖滾歌手，有「法國貓王」之稱。[135]

### 5日
- 奧古斯特·艾姆斯（英語：August Ames），23歲，加拿大女色情演員，自殺身亡。[136]
- 米哈伊一世（羅馬尼亞語：Mihai I），96歲，羅馬尼亞王國最後一任國王。[137]
- 让·多麦颂（法語：Jean d'Ormesson），92歲，法國作家，法蘭西學術院院士。[138]
- 米歇爾·代尼夫（英语：Michel Dighneef），80歲，比利時足球員（RFC提拉利爾（英语：R.F.C. Tilleur））及政治人物，前比利時參議院與眾議院議員。[139]
- 梅奇·波維（英语：Meic Povey），67歲，威爾士演員和劇作家（《山谷的人們（英语：Pobol y Cwm）》），死於癌症。[140]

### 4日
- 羅伯特·阿爾特（德語：Robert Alt），90歲，瑞士雪橇運動員。[141]
- 阿里·阿卜杜拉·萨利赫（阿拉伯語：علي عبدالله صالح）70歲，也門前總統，被胡塞武装杀死。[142]
- 卡爾斯·桑托斯（英语：Carles Santos），77歲，西班牙鋼琴家和作曲家。[143]

### 3日
- 約翰·B·安德森（英語：John B. Anderson），95歲，美國律師（安德森訴切萊布雷澤案（英语：Anderson v. Celebrezze））及政治人物，前美國眾議院伊利諾州第十六國會選區（英语：Illinois's 16th congressional district）代表議員，1980年美國總統選舉獨立候選人。[144]
- 菲爾·弗雷澤（英语：Fil Fraser），85歲，加拿大廣播員和記者。[145]
- 谢耀琪，中国官员，广东河源市副市长，坠亡。[146]

### 2日
- 黃建華，65歲，出生於香港的台灣企業家，擔任僑福建設企業機構集團主席。[147]
- 吉恩·巴斯（英语：Jean Barthe），85歲，法國聯盟式橄欖球和橄欖球（盧爾德FC（英语：FC Lourdes））運動員。[148]
- 埃瓦爾德·舒爾（德語：Ewald Schurer），63歲，德國政治人物，前联邦议院議員。[149]

### 1日
- 曾珍珍，63歲，台灣翻譯家，國立東華大學教授。[150]
- 塔希爾·艾哈邁扎德（波斯語：Taher Ahmadzadeh），96歲，伊朗政治人物，前呼羅珊省省長。[151]
- 阿達什訥·盛·阿南德，81歲，印度法官，前首席大法官（英语：Chief Justice of India）、馬德拉斯高等法院（英语：Madras High Court）法官及查謨和克什米爾高等法院（英语：Jammu and Kashmir High Court）法官。[152]
- 阿里夫·德里克（英語：Arif Dirlik），77岁，土耳其裔美国历史学家。[153]